# Пуляев, Григорий Валерьевич
Григорий Валерьевич Пуляев (род. 18 июля 1971, Самарканд) — узбекистанский борец греко-римского стиля, призёр чемпионатов Азии и Азиатских игр.

## Биография
Родился в 1971 году в Самарканде. В 1994 году стал серебряным призёром Азиатских игр, а на чемпионате мира занял 11-е место. В 1995 году стал серебряным призёром Центральноазиатских игр и бронзовым призёром чемпионата Азии. В 1996 году стал серебряным призёром чемпионата Азии, а на Олимпийских играх в Атланте занял 6-е место. В 1997 году вновь стал серебряным призёром чемпионата Азии, но на чемпионате мира оказался лишь 24-м. В 1998 году стал бронзовым призёром Азиатских игр. На чемпионате мира 1999 года занял 21-е место.

## Награды и звания
- Медаль «Шухрат» (1996)[1]
- Заслуженный спортсмен Республики Узбекистан (1998)[2]